# سیان (روسیه)
سیان (به لاتین: Sian) یک منطقهٔ مسکونی در روسیه است که در استان آمور واقع شده‌است.